# 薛陞
薛陞，贵州毕节人，清朝軍事將領。
道光十八年正月十七，由湖南提督调任廣西提督。道光二十二年四月二十一（1842年5月30日），病免。